# Vasilij Petrovič Obolenskij
Il principe Vasilij Petrovič Obolenskij (in russo Василий Петрович Оболенский; 5 gennaio 1780 – 5 febbraio 1834) è stato un generale russo.

## Biografia
Era figlio di Pëtr Ivanovič Obolenskij (1742-1822), e di sua moglie, la principessa Ekaterina Andreevna Vjazemskaja (1741-1811), zia del principe Andrej Ivanovič Vjazemskij. Aveva un fratello Aleksandr.

## Carriera
Nel 1783 intraprese la carriera militare come sergente nel 3º reggimento di fanteria sulla Narva. Il 25 giugno 1785 venne promosso a guardiamarina, il 4 luglio a sottotenente e il 12 agosto a capitano. Nel 1792, venne promosso al grado di maggiore.
Nel 1801 fu trasferito nel 14º reggimento di fanteria Olonetskij. Partecipato alle campagne contro i francesi. Il 14 ottobre 1811 venne promosso a colonnello e fu trasferito nel reggimento dei Lancieri, nominato aiutante di campo del principe Giorgio di Holstein-Oldenburg.
Il 5 giugno 1812 entrò nel reggimento cosacco ucraino. Il 7 giugno 1812 fu nominato comandante del 3º reggimento cosacco ucraino. Partecipò alla battaglia di Kalisz, in una incursione nel regno di Vestfalia comandata dal generale Sergej Nikolaevič Lanskij, poi, al comando di tre reggimenti di cavalleria nelle battaglie di Lützen, Bautzen, Reichenbach, Görlitz. Il 28 settembre 1813 venne nominato generale.
Il 1º settembre 1814 fu nominato comandante della 2º reggimento cosacco ucraino. Il 26 ottobre 1816 servì come generale della 2ª armata. Si ritirò nel 1822.

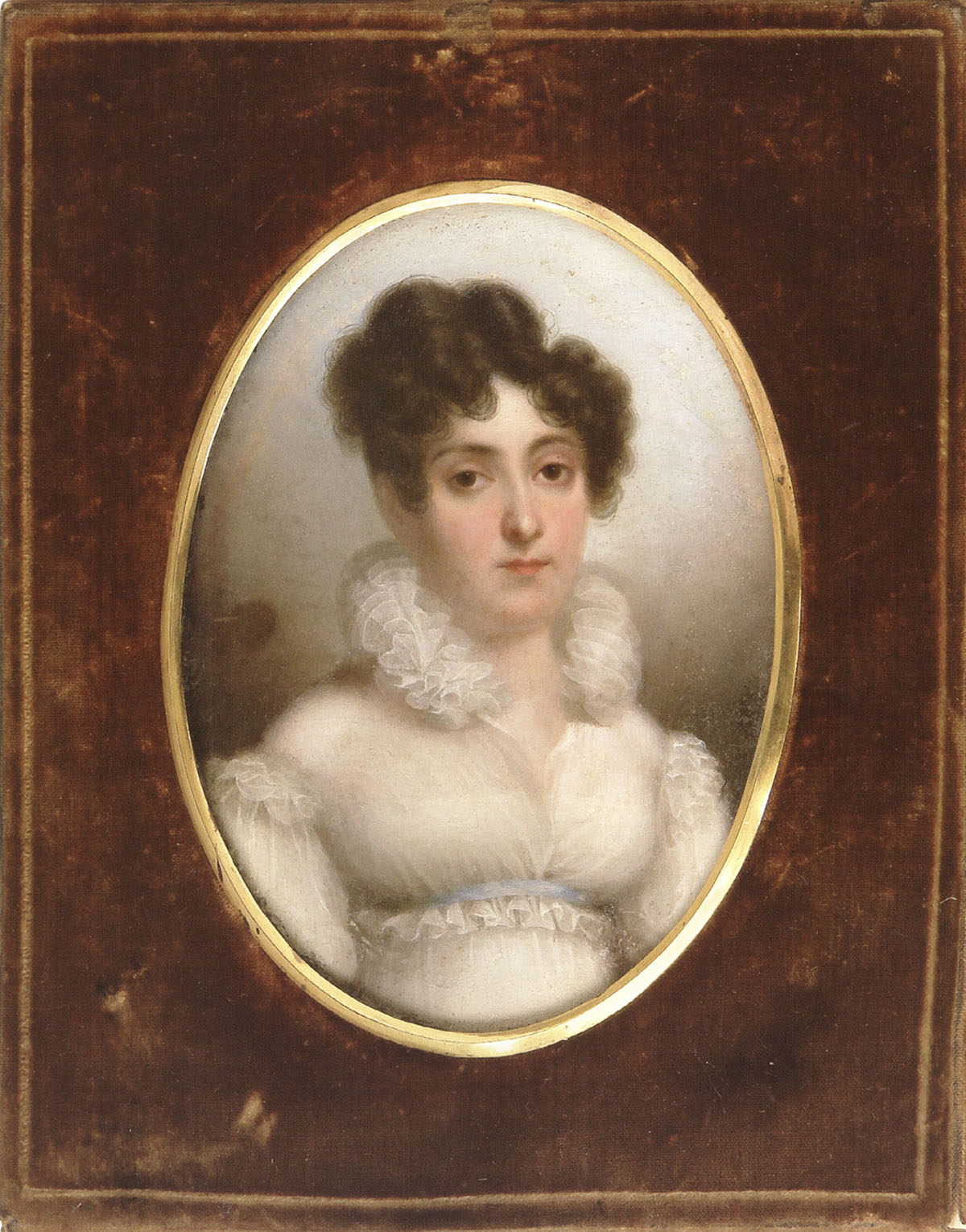
Ritratto di Ekaterina Alekseevna Musina-Puškina, 1820.

## Matrimonio
Nel 1818 sposò Ekaterina Alekseevna Musina-Puškina (1786-1870), figlia del conte Aleksej Ivanovič Musin-Puškin e di Ekaterina Alekseevna Volkonskaja. Ebbero sette figli:
- Aleksej Vasil'evič (1819-1884);
- Ekaterina Vasil'evna (1820-1871), sposò Aleksandr Levovič Potapov, non ebbero figli;
- Sof'ja Vasil'evna (1822-1891), sposò il principe Boris Meščerskij, ebbero un figlio, Boris;
- Aleksandr Vasil'evič (1823-1865);
- Andrej Vasil'evič (1825-1875), sposò Aleksandra Alekseevna D'jakova;
- Georgej Vasil'evič (1826-1886);
- Natal'ja Vasil'evna (1827-1892), sposò Aleksandr Nikolaevič Karamzin.

## Morte
Morì il 5 febbraio 1834 e fu sepolto nel convento di Novodevičij a Mosca.